# Serenity – Flucht in neue Welten

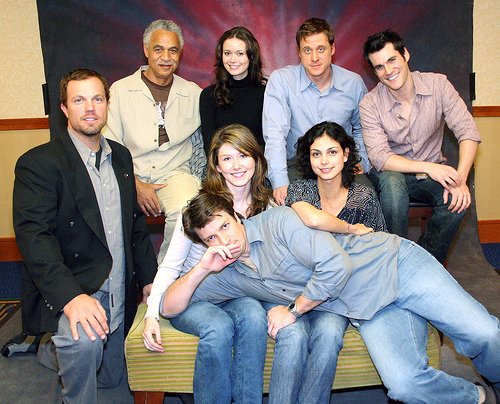
Die Besatzung auf der Serenity-„Flanvention“ 2005: Adam Baldwin, Ron Glass, Summer Glau, Alan Tudyk, Sean Maher, Jewel Staite, Morena Baccarin und Nathan Fillion (von links nach rechts und oben nach unten)

Serenity – Flucht in neue Welten [səˈrɛnɪti] ist ein auf der Fernsehserie Firefly – Der Aufbruch der Serenity basierender Kinofilm. Der Film spielt etwa zwei Monate nach der letzten Folge der Fernsehserie.
Die Comics Serenity: Those Left Behind und Serenity: Better Days verbinden Fernsehserie und Kinofilm. Der Film spielt etwa 500 Jahre in der Zukunft und erzählt die Geschichte der Besatzung des Raumschiffs Serenity. Captain Malcolm „Mal“ Reynolds kämpfte zusammen mit Besatzungsmitglied Zoë Washburne im verlorenen Unabhängigkeitskrieg. Nun hält sich die Mannschaft mit kleineren Überfällen über Wasser und versucht, dem Zugriff der Regierung zu entkommen. Hierbei kommen sie immer wieder mit der Allianz in Konflikt, diesmal wegen eines speziellen Passagiers.
Der Film wurde am 24. November 2005 von Universal Pictures in die deutschen Kinos gebracht. Er stellt als Fortsetzung einer nach kurzer Zeit eingestellten Fernsehserie einen Sonderfall in der Filmindustrie dar. Unter den Fans (Flans oder Browncoats) ist der Film gemeinhin als Big Damn Movie (zu deutsch „Großer, verdammter Film“) bekannt. Dies ist eine Anspielung auf eine Textzeile aus der Episode Safe der Serie, in der sich Mal und Zoë als Big Damn Heroes („Große, verdammte Helden“) bezeichnen.

## Inhalt

### Hintergrund
Siehe auch Hintergrundwelt von Firefly
Etwa 500 Jahre in der Zukunft hat die Menschheit die ausgebeutete und verseuchte Erde aufgegeben und ein neues Planetensystem entdeckt, von dem viele Planeten und diverse Monde durch Terraforming bewohnbar gemacht werden konnten. Die Zentralplaneten bilden dabei die Regierung der Allianz (Allied Planets) und bieten einen hohen Lebensstandard. Daneben gibt es zahlreiche Randwelten, die noch am Anfang der Besiedlung stehen. Hier ist vieles noch recht primitiv und Gesetzlosigkeit herrscht vor. Die Situation dort gleicht jener zur Besiedlung des amerikanischen Westens. Ausstattung, Bewaffnung und Kostüme dieser Plätze erinnern daher bewusst stark an Westernfilme.
Etwa sechs Jahre vor der Handlung des Films besiegte die Allianz die unabhängigen Welten in einem Vereinigungskrieg. Malcolm Mal Reynolds, der Kapitän der Serenity, und dessen rechte Hand Zoë Washburn kämpften damals auf der Seite der Unabhängigkeitsbewegung, deren Angehörige nach ihrer Uniform auch Browncoats genannt werden.

### Handlung
Die Besatzung des Raumschiffs Serenity schlägt sich unter der Führung ihres Anführers Captain Reynolds mit Schmuggel, Diebstahl und kleineren Transportaufträgen durch. Reynolds schreckt zwar auch vor Überfällen und Raub nicht zurück, ist jedoch nicht völlig unmoralisch: So tötet er nur im äußersten Notfall und auch keine wehrlosen Menschen. Die Besatzung der Serenity betrachtet er als eine Art Familie.
Zu Beginn des Films wird gezeigt, wie der Arzt Dr. Simon Tam seine Schwester River aus einem Labor der Allianz, in dem parapsychologische Experimente mit ihr durchgeführt wurden, gerettet hatte. Die Regierung hatte gehofft, die telepathischen Fähigkeiten des jungen Mädchens zu nutzen, um sie als Waffe einzusetzen. Um Simon und River wieder in ihre Gewalt zu bringen, entsendet die Allianz einen Agenten (den Operative). Ein weiterer Grund für die Verfolgung ist, dass River Tam mit hochrangigen Mitgliedern der Allianz zusammen in einem Raum war und möglicherweise durch ihre starken telepathischen Fähigkeiten geheime Informationen erfahren haben könnte.
Die Geschwister haben mittlerweile auf der Serenity angeheuert. Während eines Bankraubs der Serenity-Besatzung auf einem der Randplaneten kommt es gleichzeitig zu einem Überfall von folternden und Kannibalismus praktizierenden Wilden, den Reavers, denen die Mannschaft knapp entkommen kann. Simon stellt daraufhin Mal zur Rede, da Mal Simons Schwester bei dem Überfall mitgenommen hatte und verlangt, dass er und River das Schiff bei der nächsten Möglichkeit verlassen.
Auf dem Handelsplaneten Beaumonde trennt sich die Besatzung vorerst von Simon und River. Mal trifft sich in der Bar Maidenhead mit den Zwillingsbrüdern Fanty und Mingo, den Auftraggebern für den Bankraub. Zufällig befindet sich auch River in dieser Bar und sieht dort einen Werbespot, der durch eine darin versteckte subliminale Botschaft bei ihr einen Gewaltausbruch hervorruft: Sie greift wahllos andere Gäste der Bar an, bis sie schließlich von Simon mit einer Code-Phrase in eine Art Bewusstlosigkeit versetzt wird. Verwirrt nimmt Mal die beiden Geschwister wieder auf die Serenity mit. Mit Hilfe von Mr. Universe (eine Art Hacker und Medienaktivist) finden sie heraus, dass der Werbespot von der Allianz ausgesendet wurde und die darin versteckte unterschwellige Botschaft den Gewaltausbruch bei River auslösen sollte, um ihren Aufenthaltsort bestimmen zu können. Die Mannschaft erfährt auch, dass River vor dem Gewaltausbruch das Wort „Miranda“ ausgesprochen hat. Niemandem ist bekannt, was dieser Name zu bedeuten hat.
Mal erhält eine Botschaft der ehemaligen Passagierin Inara Serra, die ihn um Hilfe bei einem kleineren Problem bittet. Obwohl er ahnt, dass es sich um eine Falle handelt, macht Mal sich auf den Weg und trifft auf den Agenten. Nach einem Kampf mit ihm gelingt es Mal, zusammen mit Inara zur Serenity zu fliehen. River ist es währenddessen gelungen, den Namen „Miranda“ einem geheimen Planeten zuzuordnen. Dieser befindet sich weit abseits der normalen Flugrouten und liegt hinter einem Gebiet, das von Reavern kontrolliert wird. Wenig später muss die Besatzung herausfinden, dass alle mit der Serenity befreundeten Stationen von Truppen des Agenten angegriffen und zerstört wurden. Auch der ehemalige Passagier und Freund der Besatzung, Shepherd Book, ist unter den Opfern. Mal fordert seine Mannschaft auf, mit ihm trotz der großen Gefahr nach Miranda zu fliegen, um das Geheimnis des Planeten zu lüften. Mit einer List, bei der die Besatzung ihr Schiff mit den Leichen der Station als Reaver-Schiff tarnt, gelingt ihnen die Durchquerung des Reaver-Gebiets. Auf dem Planeten finden sie eine bewohnbare Umgebung vor, doch alle Bewohner sind schon seit langem tot. In einem Wrack eines Bergungsraumschiffs der Allianz finden sie ein Hologramm, welches von Dr. Caron verfasst wurde. Aus diesem wird deutlich, dass die Allianz eine neue Substanz namens Pax (lat. „Friede“) testen wollte. Es sollte alle Bewohner beruhigen und Aggressionen unterdrücken. Diese Aufgabe erfüllte es jedoch zu gut: Die Bewohner von Miranda hörten mit allen Aktivitäten des täglichen Lebens, sogar mit der Nahrungsaufnahme, auf und verhungerten einfach. Bei etwa 0,1 % (in der deutschen Übersetzung fälschlicherweise 10 %) der Bevölkerung bewirkte die Droge jedoch das genaue Gegenteil: Sie mutierten zu den extrem gewalttätigen Reavern. Mal kann seine Mannschaft davon überzeugen, dass diese Information an die Öffentlichkeit kommen muss, und ist bereit, jeden Preis dafür zu zahlen. Um die Botschaft auszusenden, benötigen sie die Hilfe von Mr. Universe, der eine eigene Sendestation auf seinem Planeten betreibt.
Der Agent sieht dies voraus und positioniert eine Armada von Raumschiffen in der Atmosphäre des Planeten. Aber auch Mal ahnt wiederum die Falle und provoziert während des Fluges einige Reaver-Schiffe, die daraufhin die Serenity verfolgen. Als die Serenity den Planeten erreicht, treffen die Schiffe der Reaver auf die der Allianz. In der folgenden Schlacht zwischen den beiden Flotten kann die Serenity fast unbemerkt zum Planeten vordringen. Wegen eines EMP-Treffers ist aber eine Notlandung nötig, nach welcher der Pilot Wash durch eine Reaverwaffe getötet wird. Die Besatzung kann in die Sendestation eindringen und versucht, die angreifenden Reaver aufzuhalten. Mal macht sich auf den Weg, die Botschaft zu senden. Er findet Mr. Universe tot und die Sendeplattform zerstört auf, erfährt aber, dass es eine weitere versteckte Plattform gibt. Als ihr Bruder von den angreifenden Reavern lebensgefährlich verletzt wird, entscheidet sich River, aktiv in den Kampf einzugreifen und erneut ihre Kräfte einzusetzen. Mal trifft ein weiteres Mal auf den Agenten, kann ihn aber knapp schlagen und übermittelt erfolgreich die Botschaft. Der Agent ist gezwungen, den Ausführungen von Dr. Caron zu folgen. Dies führt dazu, dass er seine Loyalität gegenüber der Allianz aufgibt und sogar der Besatzung der Serenity hilft, indem er seine Truppen zurückruft. River hat die Reaver inzwischen zurückgeschlagen.
Nachdem die Toten beerdigt wurden, wird die im Kampf stark in Mitleidenschaft gezogene Serenity repariert und hebt, mit River als neuer Copilotin, zu neuen Abenteuern ab.

## Personen
- Nathan Fillion als Captain Malcolm „Mal“ Reynolds: Ehemals Soldat der Independents (engl. „Unabhängige“) im verlorenen Krieg gegen die Allianz, hält er sich nun mit Diebstahl und Schmuggel über Wasser.
- Gina Torres als Zoë Washburne (geb. Alleyne): Sie kämpfte im Krieg an der Seite von Mal und ist ihm gegenüber absolut loyal. Nachdem sie auf die Serenity gekommen war, heiratet sie den Schiffspiloten Wash.
- Alan Tudyk als Hoban „Wash“ Washburne: Er ist der Pilot der Serenity und Ehemann von Zoë. Er wirkt oft als Stimme der Vernunft auf dem Schiff und zeichnet sich durch seinen Humor aus.
- Morena Baccarin als Inara Serra: Sie arbeitet als Companion (eine moderne Kurtisane, die hohes Ansehen in der Gesellschaft genießt) und hat früher eines der Shuttle-Raumschiffe der Serenity gemietet. Als sie vom Agenten der Allianz aufgesucht wird, kann sie zusammen mit Mal zurück zur Serenity fliehen.
- Adam Baldwin als Jayne Cobb: Als begabter Söldner und Waffennarr spielt Jayne in Kämpfen eine wichtige Rolle. Auf ihn kann man sich im Kampf verlassen, seine Loyalität zu Mal und seiner Mannschaft ist allerdings nicht gesichert.
- Jewel Staite als Kaywinnit Lee „Kaylee“ Frye: Sie ist Mechanikerin der Serenity und besitzt eine intuitive, emotionale Beziehung zu ihrem Schiff. Außerdem wirkt sich ihre sprühende Lebensfreude positiv auf die anderen Besatzungsmitglieder aus.
- Sean Maher als Dr. Simon Tam: Simon ist Rivers älterer Bruder. Er befreite sie aus den Versuchslaboren der Allianz und ist seitdem auf der Flucht. Davor arbeitete er als Unfallchirurg in einer angesehenen Klinik auf einem der inneren Planeten; nun dient er als Schiffsarzt der Serenity. Sein Leben wird vor allem durch die Bedürfnisse seiner Schwester bestimmt.
- Summer Glau als River Tam: Simons Schwester ist ein hochbegabtes Mädchen mit besonderen psychischen und physischen Begabungen. Nachdem sie von ihrem Bruder gerettet wurde, sendet die Regierung der Allianz einen Agenten aus, um sie aufzuspüren.
- Ron Glass als Shepherd Derrial Book: Shepherd Book ist christlicher Priester und hat eine mysteriöse Vergangenheit. Er war für längere Zeit Passagier der Serenity, hat sich jedoch auf einen Planeten zurückgezogen, wo er gelegentlich von Mal und seiner Mannschaft für Ratschläge aufgesucht wird.
- Chiwetel Ejiofor als Operative: Der Agent ist ein rücksichtsloser, intelligenter Angestellter der Allianz, der River und Simon aufspüren soll. Seine größte Stärke ist der absolute Glaube daran, das Richtige zu tun.
- David Krumholtz als Mr. Universe: Ein „Techno-Geek“ mit Beziehungen zur Besatzung der Serenity, speziell zu Wash. Er lebt zusammen mit seinem Love-Bot auf einem Planeten und beobachtet die Kommunikation innerhalb des Systems. Dadurch wird er zu einem wichtigen Verbündeten der Besatzung.

## Thematik
Im Film wirkt die Regierung der Allianz als allmächtiges und autoritäres Regime. Whedon macht jedoch deutlich, dass dies eine zu einfache Sichtweise ist. Er erklärt, die Allianz sei nicht irgendein „bösartiges Imperium“, sondern vielmehr eine wohlwollende Bürokratie. Das Hauptproblem dabei ist, dass jeder Bürger regiert werden soll, auch wenn er gar nicht der zentralen Regierung angehören möchte. Für ihn repräsentiert die Mannschaft der Serenity und insbesondere Mals Lebensstil die Idee, dass Menschen das Recht haben sollen, ihre eigenen Entscheidungen zu treffen – auch wenn diese Entscheidungen schlecht sind.
Der Agent stellt die Verkörperung der Allianz dar und ist laut Whedon „das perfekte Produkt der Fehler, die die Allianz besitzt.“ Sein Leitmotiv ist es, ein gutes Ende herbeizuführen – „eine bessere Welt ohne Sünde“, wie er selbst sagt. Der Agent glaubt so fest an diese Idee, dass er es in Kauf nimmt, seine Menschlichkeit dafür zu verlieren. Mal dagegen wird zu Beginn des Films als Mann gezeigt, der jeglichen Glauben verloren hat. Im Verlauf des Films gelingt es Mal aber, an etwas – nämlich individuelle Freiheit – zu glauben, so dass er sein Leben opfern würde, um diese Freiheit zu bewahren.
Whedon sagte einmal dazu, die wichtigste Passage im gesamten Film sei Mals Versprechen an den Agenten: „Ich werde Ihren größten Wunsch erfüllen: Ich werde Ihnen eine Welt ohne Sünde zeigen.“ Damit versucht Whedon, deutlich zu machen, dass eine Welt ohne Sünde auch eine Welt ohne Wahl ist, und dass diese Wahl es ist, die Menschlichkeit als solches definiert.
Weiterhin findet sich im Film eine ganze Anzahl von religiösen Themen, vor allem solcher des Christentums. An zwei Punkten werden etwa die sieben Todsünden erwähnt. Als der Agent zu Beginn des Films den Wissenschaftler Dr. Mathias tötet, sagt er zu ihm, seine Sünde sei Stolz. Gegen Ende des Films antwortet Mal ihm auf die Frage, ob er seine Sünde kenne, er „fände alle sieben ganz toll“.
In der Szene, in der Mr. Universe vom Agenten getötet wird, gibt es eine Referenz auf die Bibel. Nachdem er mit Mal über Miranda gesprochen hat, sagt Mr. Universe zum Agenten: „Geben Sie mir meine dreißig Silberlinge, aber ich habe Neuigkeiten für Sie.“ Dies ist eine Anspielung auf die dreißig Denare, die an Judas gezahlt wurden, um Jesus zu verraten.
Darüber hinaus repräsentieren einzelne Figuren verschiedene Religionen: Shepherd Book beschreibt sich selbst als Christen, Inara verehrt eine Statue Buddhas. Als Mr. Universe seinen Love-Bot heiratet, zerbricht er gemäß jüdischer Tradition ein Weinglas.
Whedon erwähnt außerdem, dass der Planet Miranda nach Shakespeares Miranda in Der Sturm benannt ist. Die Allianz hoffte, dass Miranda eine „schöne neue Welt“ sein würde, in der Menschen friedlich und glücklich leben könnten. Dies repräsentiere deutlich den „gehaltlosen Optimismus der Allianz“.
Der Werbeclip für den im Film auftauchenden Müsliriegel Fruity Oaty Bar wurde laut Whedon stark von der Werbung für Meister Glanz (eng. Mr. Sparkle) inspiriert, ein fiktives Geschirrspülmittel, das in der Episode Marge als Seelensorgerin der Serie Die Simpsons vorkommt.

## Kritik
In Deutschland wurde der Film überwiegend positiv aufgenommen. Vor allem die vielschichtigen Figuren und die tiefgründige Geschichte wurden von den Kritikern herausgestellt. Josef Engels etwa lobt Serenity in Die Welt:

„[Serenity] führt Spezialeffekte vor, die es im Kinoweltraum schon lange nicht mehr gab. Es handelt sich dabei um geistreich geschliffene Dialoge, ambivalente Figuren und eine vernünftige Story. […] Man hatte es angesichts des Blockbuster-Schwachsinns aus dem All ganz vergessen: Es gibt tatsächlich intelligentes Leben da draußen.“

In der FAZ bezeichnet Dietmar Dath Serenity als einen Film, „der an so vielen Stellen, an denen sich das ästhetische Entscheidungsbäumchen für Drehbuch, Dekor und Darsteller gabelt, den richtigen Weg eingeschlagen [hat]“. Er lobt ebenfalls Effekte und Kameraführung und stellt einige seiner Meinung nach besonders gelungene Stellen des Films besonders heraus. Sein Fazit lautet:

„Serenity ist […] zugleich ein neuer Fixstern des Genrekinos wie ein seltenes Glühwürmchen fürs Lehrbuch der futuristischen Insektenkunde: flink, warm, funkenschlagend, tänzerisch, lustig, politisch klug.“

Auch aus dem englischen Sprachraum sind größtenteils positive Kritiken zu vernehmen. Auf Metacritic erreicht Serenity eine Gesamtwertung von 74 von möglichen 100 Punkten und liegt damit im oberen Bereich.
Auf Rotten Tomatoes erreicht der Film eine Gesamtwertung von 82 Prozent bei 153 positiven von 187 Bewertungen.

„Der visuell reizvoll altmodische Science-Fiction-Film macht seine inszenatorischen Schwächen mit allerlei historischen und politischen Anspielungen, flotten Sprüchen sowie viel Genre- und Selbstironie wett.“

Die Benutzer der Website IMDb vergeben 7,8 von zehn Sternen, wobei 27,3 Prozent der Benutzer eine Wertung von zehn Sternen vergaben (Stand: 19. Januar 2020).
Auch Schriftsteller Stephen King zeigt sich angetan von dem Film und nahm ihn in seine persönliche Favoritenliste (pick of the week) auf. Bei einer Leserumfrage des britischen SciFi-Magazins SFX im Jahr 2007 wurde Serenity zum besten Science-Fiction-Film aller Zeiten gewählt. In Deutschland gewann Serenity 2006 den Curt-Siodmak-Preis als Bester Film.

## Trivia
- Das Shuttle auf Miranda, in dem die Crew das HoloVid über die Reaver entdecken, trägt die Bezeichnung „C57D“, genau wie das Raumschiff aus Alarm im Weltall. Am Ende der 19. Episode in Staffel 3 (Tod eines Geschworenen) von Castle gehen Castle (Nathan Fillion) und Beckett gemeinsam in diesen Film.

## Synchronisation
| Rolle          | Darsteller        | Synchronsprecher  |
| -------------- | ----------------- | ----------------- |
| Mal            | Nathan Fillion    | David Nathan      |
| Zoe            | Gina Torres       | Tanja Geke        |
| Wash           | Alan Tudyk        | Robin Kahnmeyer   |
| Inara          | Morena Baccarin   | Melanie Hinze     |
| Jayne          | Adam Baldwin      | Tobias Kluckert   |
| Kaylee         | Jewel Staite      | Ursula Hugo       |
| Simon          | Sean Maher        | Kim Hasper        |
| River          | Summer Glau       | Julia Ziffer      |
| Book           | Ron Glass         | Jürgen Kluckert   |
| „Operative“    | Chiwetel Ejiofor  | Tobias Meister    |
| „Mr. Universe“ | David Krumholtz   | Julien Haggège    |
| Dr. Mathias    | Michael Hitchcock | Frank-Otto Schenk |
| Dr. Caron      | Sarah Paulson     | Anna Grisebach    |
| Lehrerin       | Tamara Taylor     | Melanie Pukaß     |